# You Do-hee
You Do-hee (류도희 Ryu Do-hui; * 29. Dezember 1991) ist eine südkoreanische Rennrodlerin.

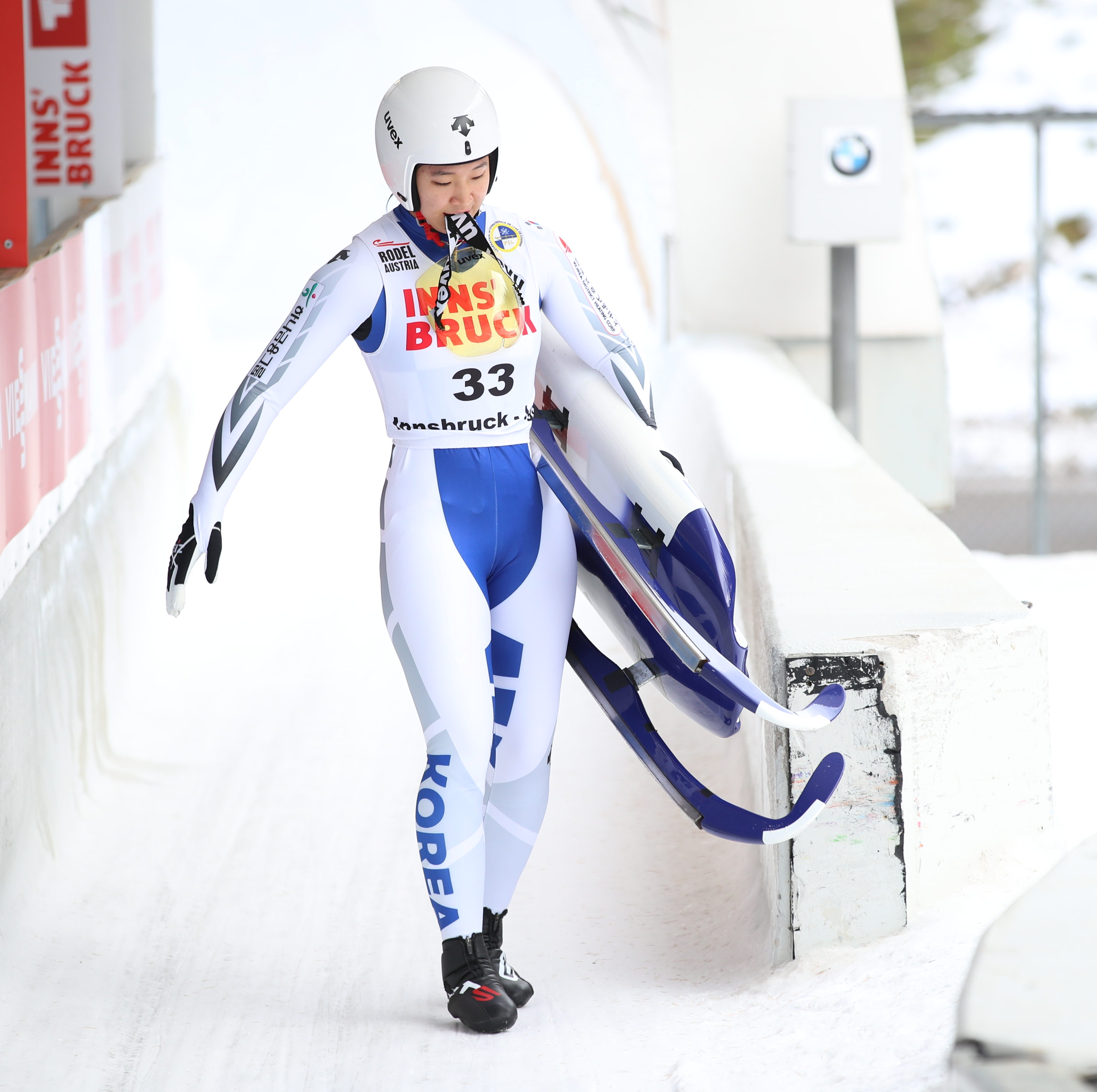
You Do-hee nach dem Nationencuprennen im November 2019 in Igls

You Do-hee lebt in Yangju. Sie trat international bislang nur wenig in Erscheinung. In der Saison 2019/20 wurde sie zum Auftakt der Saison neben ihrer etablierten Mannschaftskameradin Hyesun Jung anstelle der verletzten Aileen Frisch aufgeboten. Im Nationencup-Rennen, das zur Qualifikation für das Hauptrennen im Weltcup dient, wurde sie 40. und damit Letzte, womit sie deutlich an einer Qualifikation scheiterte. Sie gewann damit sowohl in der Gesamtwertung des Nationencups als auch in der des Weltcups einen Punkt und wurde in erster Wertung 61., in der des Weltcups 57.

## Platzierungen in Gesamtwertungen
| Saison  | Weltcup | WC-Punkte | Sprintweltcup | Nationencup | NC-Punkte |
| ------- | ------- | --------- | ------------- | ----------- | --------- |
| 2019/20 | 57.     | 01        | 0–            | 61.         | 01        |